# Prolintano
El prolintano es una amina terciaria que se origina por apertura del anillo isoquinolina de la papaverina. Fue el principio activo del medicamento estimulante conocido bajo el nombre comercial de Katovit. Este era producido por la empresa farmacéutica FHER y usado extensivamente por estudiantes hasta principios del año 2001, cuando fue retirada del mercado.

## Composición
La última composición conocida contenía, además de la droga prolintano, las siguientes vitaminas:  ácido ascórbico (vitamina C), cianocobalamina, nicotinamida (vitamina B3), pantotenato cálcico (vitamina B5), piridoxina (vitamina B6), riboflavina (vitamina B2), tiamina (vitamina B1).

## Indicaciones
El Katovit no era sólo un mero complejo vitamínico, dado que estaba indicado para las siguientes circunstancias:
- Trastornos generales debidos a la edad avanzada (cansancio físico precoz, disminución del rendimiento mental, debilitación de la capacidad de concentración).
- Trastornos de la convalecencia de intervenciones quirúrgicas, enfermedades y partos.
- Estados de agotamiento por diversas causas (exceso de trabajo, entre otras).
- Debilidad circulatoria.

Uno de sus principios activos era el clorhidrato de prolintano. El prolintano es un compuesto perteneciente a la familia de los estimulantes y nootropos (que fortalecen la actividad intelectual), y el responsable de sus propiedades euforizantes.

## Efectos secundarios y contraindicaciones
- En las dosis recomendadas, no solían presentarse efectos secundarios, aunque usualmente se observaban algunos casos de taquicardia, insomnio, estados de agitación, sequedad de boca y coloración de la orina por el componente vitamínico.
- Estaba contraindicado a causa de la sacarosa para personas con diabetes.
- Su consumo podía dar lugar a positivo en los controles antidopaje, dado que el prolintano fue incluido en las listas de sustancias prohibidas.

## Uso y desaparición
Tras un cambio en su composición que sustituyó el componente anfetamínico  original por el clorhidrato de prolintano, Katovit continuó siendo ampliamente usado por estudiantes para incrementar su capacidad de aprendizaje y concentración. Su uso llegó a ser bastante popular debido a su fácil acceso  y bajo coste.
No obstante diversos estudios realizados poco antes de su desaparición no encontraron relación alguna entre su consumo y una mejora en la capacidad de aprendizaje, por lo que,  poco después, a principios de 2001, como consecuencia de una racionalización de la farmacopea dejó de fabricarse.
Los motivos de los laboratorios FHER para retirar Katovit del mercado fueron:
- La desviación de su uso del medicamento ponía en peligro la imagen de marca del laboratorio. El objeto con el que se había diseñado no era precisamente para que los jóvenes lo usaran indiscriminadamente.
- Dado que los estudios clínicos demostraron que sólo servía como efecto placebo (en lo que se refiere al uso terapéutico que se le había asignado), consideraron inadecuado mantener un medicamento que aparentemente solo servía para compensar carencias o inseguridades a costa de crear hábitos anfetamínicos.

Transcurridos más de diez años desde su desaparición aún sigue siendo un medicamento recordado, hasta tal punto de ser objeto de contrabando y haberse extendido rumores sobre la continuidad en su producción en países como México y Holanda.